# Физика или химия (телесериал, Испания)
«Фи́зика или хи́мия» (исп. Física o Química, FoQ) — испанский молодёжный телесериал о жизни учеников и преподавателей колледжа «Сурбаран» (исп. Zurbarán). Сериал впервые транслировался на телеканале Antena 3 с 4 февраля 2008, в марте 2008 года было анонсировано продолжение сериала. После падения рейтингов показа седьмого сезона сериал был закрыт, предполагалось что франшиза на показ «Физики или химии» будет передано каналу Neox. Название телесериала согласуется с саундтреком к песне группы Despistaos: «Física o química. Это альтернативная медицина — прикосновение губ, это физика или химия…».

## История
Премьерный показ 1 серии состоялся 4 февраля 2008 года. 31 марта 2008 года, после успеха первого сезона, компания Antena 3 объявила о съемках второго сезона. После 1 сезона сериал покинул Мишель Гурфи.
Премьера второго сезона состоялась 4 сентября 2008 года. Его показ закончился 8 декабря того же года. Аудитория телесериала иногда превышала аудиторию сериала C.S.I.: Место преступления. После 2 сезона Мишель Браун, Андрес Чеунг, Чави Мира и Карим Эль-Керем покинули сериал.
В 2009 году телесериал выиграл премию Ondas в номинации Лучший испанский сериал и стал показываться в других странах: во Франции на канале NRJ 12 (под названием «Physique ou chimie»), в Мексике и США на канале 52MX в 16 часов.
В 4 сезоне стал играть Марк Клотет, постоянным актёром стал Адриан Родригес, игравший Давида — эпизодического персонажа 3 сезона. 16 декабря 2009 года, побив рекорды предыдущих сезонов, закончился показ 4 сезона. После его окончания некоторые ключевые актёры покинули сериал: Ирене Санчес, Хоакин Климент, Сесилия Фрейре, Оскар Синела и Бланка Ромеро.
Премьера первой серии пятого сезона состоялась 5 мая 2010 года в Мадриде в Cine Capitol. В этом сезоне появились новые актёры: Оливия Молина, Кристина Алькасар, Нассер Салех, Люсия Рамос, Алекс Батльори и Серхио Мур. После 5 сезона Макси Иглесиас, Адам Езерский и Барт Сантана покинули сериал.
В марте 2010 года группы Despistaos и Сон Морфея объявили, что шестой сезон будет снят летом и состоять из 14 серий, выход которых запланирован на конец 2010 года. Премьера 6 сезона состоялась 15 сентября 2010 года на канале Antena 3. В нём появились новые персонажи: Алекс Эрнандес в роли Йона, парня в инвалидной коляске; Алекс Мартинес в роли Сальвы, друга Йона; и Лорена Матеo в роли Даниэлы, сестры Вакеро. После 6 сезона Нурия Гонзалес, Урсула Корберо, Анджи Фернандес, Леонор Мартин, Гонсало Рамос, Алекс Бараона, Кристина Алькасар и Хосе Мануэль Седа покинули сериал.
Премьера 7 сезона состоялась 5 мая 2011 года. В сериале появились персонажи: новый директор Энрике, учитель философии Сара и учитель рисования Чави. В 7 сезоне в результате несчастного случая умирает Фер, один из любимейших персонажей сериала.
После падения рейтинга, 13 июня 2011 года сериал был снят с эфира. Однако, испанский телеканал Neox, по просьбам поклонников сериала, объявил о возобновлении сериала, что стало бы новым этапом в истории «Физики или химии». На сентябрь 2011 года съемки 8 сезона были заморожены и не было известно, будут ли они возобновлены.
27 декабря 2020 года на Atresplayer Premium состоялась премьера мини-сериала «Физика или химия: воссоединение

## Сюжет
Действие сериала разворачивается в колледже «Сурбаран» (исп. Zurbarán), куда приходит работать группа молодых преподавателей. Сериал касается конфликтов между учениками и преподавателями, а также насущных вопросов общества: подростковые издевательства, сексизм, расизм, гомофобия, секс и наркотики. Новизна сериала в том, что он показывает не только отношения среди учащихся, но и проблемы учителей, а также взаимоотношение учителей и учеников.
Максимальное внимание в сериале уделяется отношениям между героями, как внутри, так и за пределами колледжа. Создатели сериала хотели отразить основные проблемы взаимоотношений в школах Испании. В результате сюжет сериала получил многочисленные положительные отзывы на представленную в сериале школьную жизнь.

## В ролях

### Ученики
| Актёр           | Роль                                                                                               |
| --------------- | -------------------------------------------------------------------------------------------------- |
| Андреа Дуро     | Йоланда «Йоли» Фрейре Карбальяр (исп. Yolanda "Yoli" Freire Carballar) (с 1 сезона)                |
| Хавьер Кальво   | Фернандо «Фер» Редондо (исп. Fernando "Fer" Redondo) (1-7 сезоны)                                  |
| Сандра Бласкес  | Альма Ну́ньес Фонтевилья (исп. Alma Núñez Fontevilla) (с 3 сезона)                                  |
| Адриан Родригес | Давид Ферра́н Кинтанилья (исп. David Ferrán Quintanilla) (с 4 сезона, периодически в 3 сезоне)      |
| Алекс Батльори  | А́льваро (исп. Álvaro) (с 5 сезона)                                                                 |
| Люсия Рамос     | Тереса Парра Леброн (исп. Teresa Parra Lebrón) (с 5 сезона)                                        |
| Нассер Салех    | Рашид «Роман» Лоренте (исп. Rashid "Román" Lorente) (с 5 сезона)                                   |
| Алекс Мартинес  | Сальвадор «Сальва» Кинтанилья (исп. Salvador "Salva" Quintanilla) (с 6 сезона)                     |
| Алекс Эрнандес  | Джон (исп. Jon) (с 6 сезона)                                                                       |
| Лорена Матео    | Даниэла Вакеро Кастиньейра (исп. Daniela Vaquero Castiñeira) (с 6 сезона, периодически в 5 сезоне) |
| Виктор Палмеро  | Тоньо (исп. Toño) (7 сезон)                                                                        |

### Преподаватели
| Актёр              | Роль |
| ------------------ | --- |
| Ана Милан          | преподаватель английского языка и бывший директор Олимпия Диас Сентено (исп. Olimpia Díaz Centeno) (с 1 сезона)                     |
| Марк Клотет        | преподаватель физической культуры Висенте Вакеро Кастиньейра (исп. Vicente Vaquero Castiñeira) (с 4 сезона)                         |
| Оливия Молина      | преподаватель испанского языка и литературы Вероника Леброн Сервантес (исп. Verónica Lebrón Cervantes) (с 5 сезона)                 |
| Энрике Арсе        | преподаватель биологии и школьный врач Артуро Очандо Вильяльба (исп. Arturo Ochando Villalba) (с 7 сезона, периодически в 6 сезоне) |
| Сабрина Гарсьярена | преподаватель философии Сара Пирес (исп. Sara Pires) (с 7 сезона)                                                                   |
| Хуан Пабло Ди Паче | преподаватель рисования Хавьер «Хави» Лопес (исп. Xavier «Xavi» López) (с 7 сезона)                                                 |
| Фернандо Андина    | директор и преподаватель истории Энрике Лубиан (исп. Enrique Lubián) (с 7 сезона)                                                   |

### Периодические персонажи
| Актёр         | Роль                                                  |
| ------------- | ----------------------------------------------------- |
| Исаак Феррис  | отец Тересы Луис Парра (исп. Luis Parra) (с 5 сезона) |
| Марина Гатель | Сандра (исп. Sandra) (с 5 сезона)                     |
| Фара Амед     | мать Романа Фатима (исп. Fátima) (с 6 сезона)         |

### Бывшие персонажи
| Актёр             | Роль |
| ----------------- | --- |
| Адам Езерский     | ученик Горка Мартинес Мора (исп. Gorka Martínez Mora) (1-4 сезоны, заочно с 48 по 56 серию, периодически в 5-6 сезонах)   |
| Аранца Арангурен  | мать Горки. Становится в школе уборщицей, к большому смущению Горки Матильда Мора (исп. Matilde Mora) (1-5 сезоны)        |
| Анджи Фернандеc   | ученица Паула Бласко Прието (исп. Paula Blasco Prieto) (1-6 сезоны)                                                       |
| Андрес Чеунг      | ученик Ян Дэмин (исп. Jan Taeming) (1-2 сезоны)                                                                           |
| Барт Сантана      | преподаватель рисования и истории искусств Роке Мадрона Кастро (исп. Roque Madrona Castro) (1-5 сезоны)                   |
| Бланка Ромеро     | преподаватель философии Ирене Кальво Аспеолеа (исп. Irene Calvo Azpeolea) (1-4 сезоны)                                    |
| Гонсало Рамос     | ученик Хулио Де ла Торре Рейг (исп. Julio de la Torre Reig) (1-6 сезоны)                                                  |
| Карим Эль-Керем   | ученик Исаак Бласко Прието (исп. Isaac Blasco Prieto) (1-2 сезоны)                                                        |
| Чави Мира         | преподаватель музыки и техники рисования Феликс Алонсо (исп. Felix Alonso) (1-2 сезоны)                                   |
| Леонор Мартин     | ученица Ковадонга «Кова» Аристе (исп. Covadonga "Cova" Ariste) (1-3 сезоны; периодически в 5-6 сезонах)                   |
| Макси Иглесиас    | ученик Цезарь Кабано де Вера (исп. César Cabano de Vera) (1-5 сезоны)                                                     |
| Мишель Гурфи      | преподаватель физической культуры Джонатан (исп. Jonathan) (1 сезон)                                                      |
| Нурия Гонсалес    | завуч, преподаватель английского языка и бывший директор Клара Янес Медиавилья (исп. Clara Yanes Mediavilla) (1-6 сезоны) |
| Оливер Морильон   | студент Сурбарана, домогавшийся Йоли Оливер (исп. Oliver) (1-4 сезоны)                                                    |
| Сантьяго Мелендес | отец Сесара Кабано Дон Кабано (исп. Don Cabano) (1-2 сезоны)                                                              |
| Сесилия Фрейре    | преподаватель испанского языка и литературы Бланка Роман (исп. Blanca Román) (1-4 сезоны)                                 |
| Тереса Арболи     | мать Паулы и Исаака Долорес «Лоли» Прието (исп. Dolores "Loli" Prieto) (1-6 сезоны)                                       |
| Урсула Корберо    | ученица Рут Гомес Кинтана (исп. Ruth Gómez Quintana) (1-6 сезоны)                                                         |
| Феле Мартинес     | парень Ирен Марио Баррио (исп. Mario Barrio) (1 сезон)                                                                    |
| Хоакин Климент    | отец Роке, бывший муж Марисы, завуч Адольфо Мадрона Бермудес (исп. Adolfo Madrona Bermúdez) (1-4 сезоны)                  |
| Хулио Солер       | брат Хулио, который покончил с собой. Рубен де ла Торре Рейг (исп. Rubén de la Torre Reig) (1 сезон)                      |
| Вероника Мораль   | экс-жена Роке и мать его дочери Альбы Леонор "Лео" Грандес Альварес (исп. Leonor "Leo" Grandes Álvarez) (2 сезон)         |
| Карлос Веласко    | враг Хулио и брат Люсии Родриго «Родри» Прието (исп. Rodrigo "Rodri" Prieto) (2-3 сезоны)                                 |
| Мария Касаль      | мать Роке и бывшая жена Адольфо Мариса (исп. Marisa) (2-4 сезоны)                                                         |
| Мишель Браун      | преподаватель технологии и театрального искусства Мигель Беласа (исп. Miguel Belaza) (2 сезон)                            |
| Нэнси Яо          | жена и двоюродная сестра Яна Сяо Мэй (исп. Xiao Mei) (2 сезон)                                                            |
| Алекс Бараона     | брат Йоли, официант Берто Фрейре Карбальяр (исп. Berto Freire Carballar) (3-6 сезон, периодически во 2 сезоне)            |
| Ирене Санчес      | племянница Ирене, ученица Виолета Кортес Кальво (исп. Violeta Cortés Calvo) (3-4 сезоны)                                  |
| Аура Гарридо      | бывшая любовь Альмы, которая преследует её Эрика (исп. Erica) (3 сезон)                                                   |
| Марк Шардан       | жених Ирене, американец Томас МакДональд (исп. Thomas MacDonald) (3-4 сезоны)                                             |
| Мириам Джованелли | бывшая девушка Хулио, студентка Сурбарана Люсия Прието (исп. Lucía Prieto) (3 сезон)                                      |
| Оскар Синела      | ученик Хоакин «Кино» Домингес Пальма (исп. Joaquín "Quino" Domínguez Palma) (3-4 сезоны)                                  |
| Хосе Мануэль Седа | директор и психолог Мартин Агиляр Новальяс (исп. Martín Aguilar Novallas) (3-6 сезоны)                                    |
| Кристина Алькасар | преподаватель философии Марина Конде (исп. Marina Conde) (5-6 сезоны)                                                     |
| Серхио Мур        | профориентатор Хорхе (исп. Jorge) (6 сезон, периодически в 5 сезоне)                                                      |
| Исраэль Родригес  | бывший парень и бывший жених Фера Борха Артеага (исп. Borja Arteaga) (6 сезон)                                            |

## Эпизоды
| Сезон | Сезон | Серий | Премьера              | Окончание            | Аудитория | %      |
| ----- | ----- | ----- | --------------------- | -------------------- | --------- | ------ |
|       | 1     | 8     | 4 февраля 2008 года   | 31 марта 2008 года   | 3 186 000 | 18,2 % |
|       | 2     | 14    | 8 сентября 2008 года  | 8 декабря 2008 года  | 3 047 000 | 17,3 % |
|       | 3     | 11    | 13 апреля 2009 года   | 22 июня 2009 года    | 3 032 000 | 17,0 % |
|       | 4     | 14    | 22 сентября 2009 года | 16 декабря 2009 года | 3 032 000 | 17,6 % |
|       | 5     | 9     | 11 мая 2010 года      | 6 июля 2010 года     | 2 599 000 | 15,4 % |
|       | 6     | 14    | 15 сентября 2010 года | 14 декабря 2010 года | 2 175 000 | 12,5 % |
|       | 7     | 7     | 5 мая 2011 года       | 13 июня 2011 года    | 1 737 000 | 10,5 % |

## Награды и номинации
- Mención especial TV на Международном фестивале кино и телевидения Исторического Королевства Леон
- Лучший испанский сериал премии Ondas 2009 «за способность говорить с молодой аудиторией и адаптироваться к развитию мультикультурного общества»
- Лучший сериал премии Shangay 2009
- Молодёжная премия 2009

## Отзывы

### Рейтинг
- IMDb
- КиноПоиск
- FilmAffinity
- FormulaTV
- LaGuíaTV

## Саундтрек
Cinco de Enero (Синко де Энеро) — группа, созданная после выхода в эфир Физики или химии, исполняющая песни, которые были в разное время в сериале. Cinco de Enero состоит из Joaquín Peña (Хоакин Пенья), певца, композитора, аранжировщика, и José Juan Poyatos (Хосе Хуан Пойатос). 25 ноября группа, при участии Pignoise (Пигнойз), Pereza (Переса), Presuntos Implicados (Пресунтос Импликадос), выпустила сборник, в который вошли все песни сериала.
Со второго сезона, помимо Cinco de Enero, саундтреки для сериала пишет группа Despistaos. Группа выпустила альбом Lo que hemos vivido, в который вошла одноимённая с сериалом песня. Песня стала заглавной, а также часто встречается в различных сценах.
После выпуска второго сезона был выпущен двойной CD, включавший Cinco de Enero, Despistaos, а также многие песни, не вошедшие в сериал, такие как Pereza (Estrella polar), Pignoise (Sube a mi cohete), Carlos Baute (Colgando en tus manos), Melocos (Cuando me vaya), Belanova (Baila mi corazón), Belinda (Bella traición) и Сон Морфея (Chocar). Диск вышел с версиями песен Cinco de Enero, исполненными Адамом Езерским (играет Горку в сериале), а также включает в себя литературное произведение Анджи Фернандес под названием «Sola en el silencio».

## Официальный журнал
19 марта 2008 года начались продажи официального журнала телесериала, ориентированного на молодежь и подростков. В журнале представлены эксклюзивные интервью с героями, а также тесты и новости связанные с телесериалом, дополнительные данные, фотографии актёров и другие редкости. Журнал является довольно популярным в молодёжной сфере.

## Сериал по странам
| Страна / Регион   | Дата выхода          | Канал                  | Название                           |
| ----------------- | -------------------- | ---------------------- | ---------------------------------- |
| Испания           | 4 февраля 2008 года  | Antena 3               | Física o química                   |
| Франция           | 24 августа 2009 года | NRJ 12                 | Physique ou Chimie                 |
| Италия            | 4 сентября 2010 года | Rai 4                  | Fisica o chimica                   |
| США               | 2010 год             | 52MX                   | Physical or Chemical               |
| Мексика           | 2010 год             | 52MX                   | Física o química                   |
| Латинская Америка | 2010 год             | Antena 3 Internacional | Física o química                   |
| Португалия        | 2010 год             | MTV Portugal           | Física ou Química / Físico-Química |
| Бразилия          | 2011 год             | SBT                    | Física ou química                  |
| Коста-Рика        | 2011 год             | Cadena 2               | Física o química                   |
| Болгария          | 2 августа 2011 года  | bTV                    | Физика или химия                   |
| Аргентина         | 2011 год             | Telefe                 | Física o Química                   |
| Россия            | 2011 год             | СТС                    | Физика или химия                   |
| Украина           | 2013 год             | К1; Zoom               | Фізика і Хімія                     |

### Адаптации
Телеканал СТС 29 августа 2011 года снял российский ремейк первого сезона сериала. Производством адаптации занималась компания Костафильм, режиссёр-постановщик Рамиль Сабитов.
Телеканал Telemundo 24 января 2012 года начал показ сериала «Relaciones Peligrosas», вольной адаптации оригинального сериала.